# Citroën Acadiane

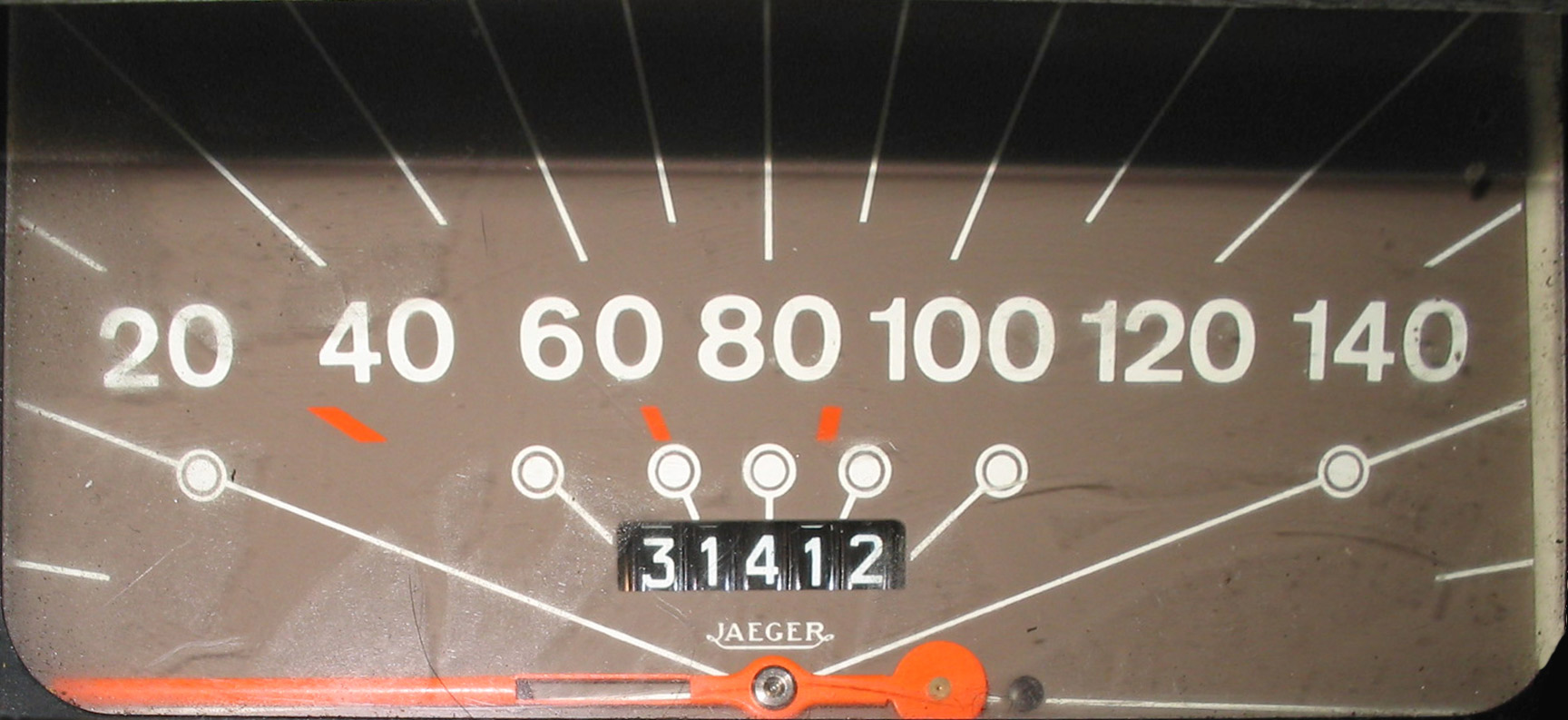
Tachometr Citroën Acadiane

Citroën Acadiane je malé komerční vozidlo odvozené z modelu Dyane, vyráběné od roku 1978 do 1987. Celkem jich bylo vyrobeno 253 393. Maximální rychlost byla 118 km/h, vůz zrychlil z 0 na 100 km/h za 35 s.